# Endresen Islands
Endresen Islands är en ö i Antarktis. Den ligger i havet utanför Östantarktis. Australien gör anspråk på området.